# Nagypáli, Zala
Nagypáli  este un sat în districtul Zalaegerszeg, județul Zala, Ungaria, având o populație de 458 de locuitori (2011). 

## Demografie
Componența etnică a satului Nagypáli
     Maghiari (100%)
Componența confesională a satului Nagypáli
     Fără religie (11,57%)
     Reformați (1,53%)
     Atei (1,31%)
     Necunoscută (85,59%)
Conform recensământului din 2011, satul Nagypáli avea 458 de locuitori. Din punct de vedere etnic, majoritatea locuitorilor (100,0%) erau maghiari. Nu există o religie majoritară, locuitorii fiind persoane fără religie (11,57%), reformați (1,53%) și atei (1,31%). Pentru 85,59% din locuitori nu este cunoscută apartenența confesională.